# Montemarciano
Montemarciano är en ort och kommun i provinsen Ancona i regionen Marche i Italien. Kommunen hade 9 873 invånare (2018).